# Nomada subvicinalis
Nomada subvicinalis är en biart som beskrevs av Cockerell 1903. Nomada subvicinalis ingår i släktet gökbin, och familjen långtungebin. Inga underarter finns listade i Catalogue of Life.